# Praepodes elegans
Espèce
Synonymes
Callizonus elegans Guérin-Méneville, 1847
Praepodes elegans est une espèce de coléoptères de la famille des curculionidés. Elle est trouvée à Cuba.